# Östers IF
Östers IF, også blot kaldet Öster, er en svensk fodboldklub fra Växjö, der indtil 2013 spillede i den bedste svenske række, Allsvenskan, og fra 2014 i den næstbedste række, Superettan. Klubben rykkede til sæson 2025 igen op i Allsvenskan. Klubben er etableret i 1930 og har vundet det svenske mesterskab 4 gange, senest i 1980 og 1981 da den blev trænet af den senere danske landstræner Bo Johansson.

## Kendte spillere
- Anders Linderoth
- Thomas Ravelli
- Pablo Piñones-Arce
- Harry Bild
- Teitur Thordarson
- Jan"Lill-damma" Matsson